# Nougat de Tours
Pour les articles homonymes, voir Nougat.
Le nougat de Tours est un gâteau à base de pâte sucrée et d'une macaronade d'amande, garni de fruits confits et de confiture d'abricot. C'est une recette traditionnelle de la Touraine.

## Histoire

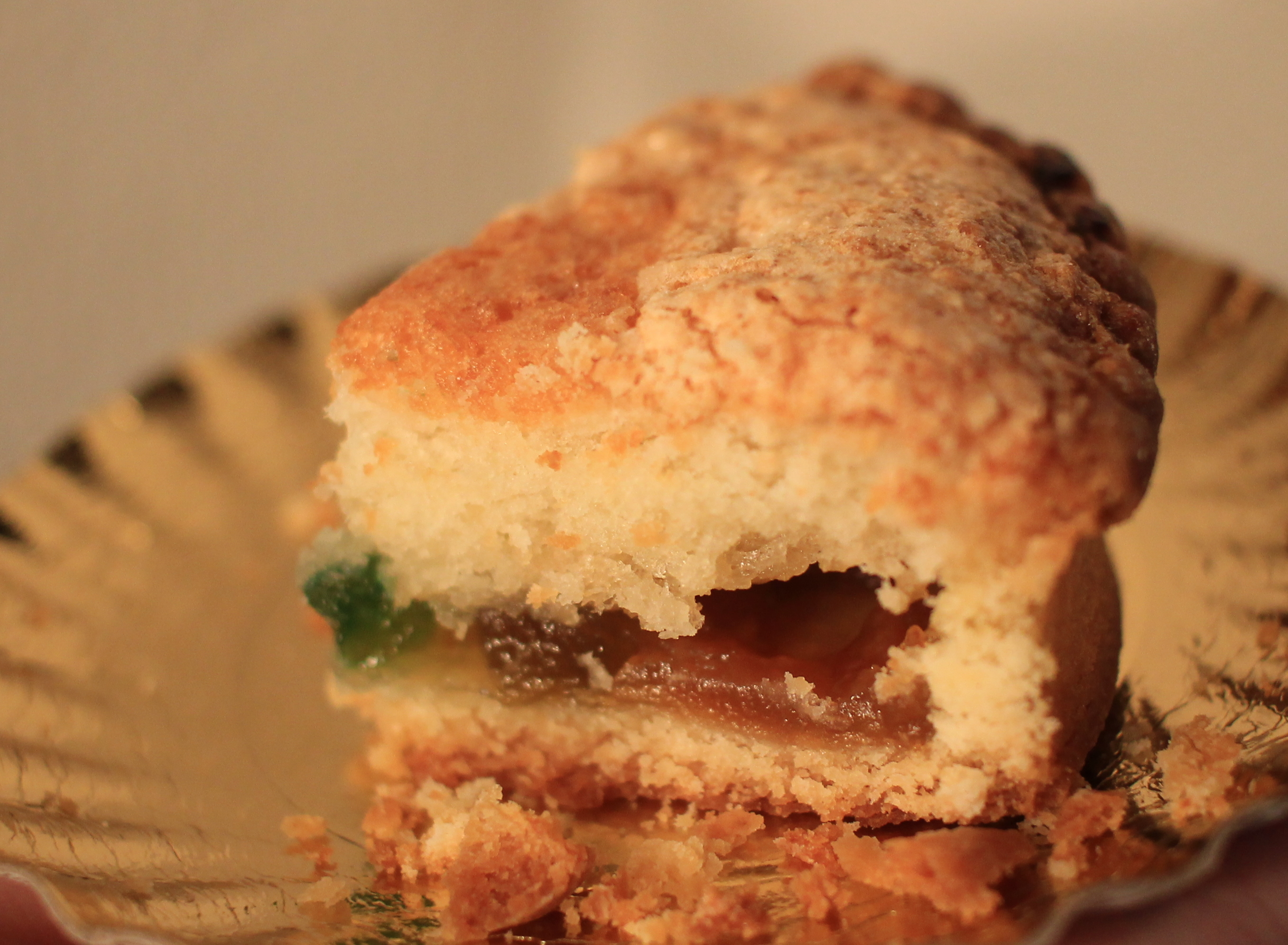
Vue en coupe d'une part de nougat.

Selon la tradition locale, ce gâteau vit le jour en Touraine lors de la Renaissance, à l'époque de Léonard de Vinci, grand amateur d'amandes et de fruits confits. Lesquels, appelés au Moyen Âge « épices de chambre », furent particulièrement appréciés à la Renaissance. Prunes, abricots, pistaches, pignons et avelines (grosses noisettes) étaient alors les fruits les plus couramment confits, c'est-à-dire conservés au sucre par des bains de sirop de plus en plus concentrés, le sirop se substituant à l'eau de végétation. Il s'agit au XIXe siècle d'un plat de voyage, qui peut se conserver quelques jours. 
L'une des premières recettes est présente dans un livre de recettes datant de 1865 écrit par le cuisinier du prince de Monaco Charles III. 
Les fruits confits disparaissent progressivement de la recette au début du siècle suivant, puis cette dernière tombe à son tour dans l'oubli. Sa fabrication est revenue à la mode dans les années 1970 dans la région tourangelle, prenant une ampleur particulière à la fin des années 1990.
Aujourd'hui la confrérie du nougat de Tours (créée en 1998) en fait la promotion,,.